# Jerry Was a Race Car Driver
Jerry Was a Race Car Driver är en låt av det amerikanska rock-bandet Primus. Den släpptes som singel 1991 och återfinns på albumet Sailing the Seas of Cheese, släppt 14 maj 1991. En musikvideo till låten skapades även.
"Jerry Was a Race Car Driver" är nog bandets mest kända låt. Den nådde nummer 23 på topplistan i USA.
Primus har spelat låten live över 800 gånger. 
AllMusic tyckte det var en av albumets bästa låtar.
Webbsidan AXS utnämnde den till den åttonde bästa Primus låten och tillade att det var en bra introduktion till bandet.